# 岸昌
岸 昌（きし さかえ、1922年1月22日 - 2011年1月21日）は、大阪府出身の日本の官僚、大阪府知事。位階は従三位。

## 来歴
- 1943年、東京帝国大学を卒業。
- 海軍主計科短期現役第10期。
- 1943年9月30日、海軍経理学校入校。
- 1943年、厚生省入省。保険局属[2]。
- 1944年、同校卒。
- 自治省行政課長
- 1967年、自治大学校長
- 1968年、初代日本政府沖縄事務所長
- 1970年10月16、官房長
- 1971年、黒田了一知事のもと大阪府副知事に就任。日本赤十字大阪府支社副支社長[3]。
- 1979年、大阪府知事選挙に出馬し、現職の黒田を下し初当選。
  - 大阪府内を放送対象地域とするテレビ大阪の開局、関西新空港など多くの公共事業（府営施設等の建設）を推進。
- 1991年、3期12年務めた大阪府知事を引退。
- 1992年、勲一等瑞宝章受章[4]。
- 2011年1月21日、慢性心不全のため大阪府茨木市の病院で死去。88歳没[1]。日本政府より死去日（2011年1月21日付）に遡って従三位が追叙された[5]。

## 人物
- 帯江戸川家江戸家老・岸常右衛門（100石）の末裔といわれている。
- 帝大在学中は平泉澄率いる学生団体「朱光会」に所属。
- 日本政府沖縄事務所長時代に、外務大臣宛ての公電で、「沖縄の心」に配慮し、本土と沖縄との「対話」を広げること、「第二の琉球処分」と批判されないようにすること、沖縄を政治・財政的な「重荷」と捉えないことを進言した[6]。
- 府知事就任以前から「公害対策は企業の生産性を圧迫する。メダカやホタルが府税を負担してくれるわけではない」「私のバックボーンは皇国史観」「女は本能に属するもの」等々、自身の思想・信条や価値観を堂々と公言する姿勢はたびたび激しい賛否両論を巻き起こした。
- 2府4県による「近畿圏構想」を提唱した。

## 栄典
- 従三位（没後追叙）[5]
- 韓国修交勲章崇礼章

## 著書
- 『地方自治の探究』学陽書房、1961年4月25日。NDLJP:2995540。
- 『住民自治の座標-続地方自治の探求』帝国地方行政学会、1972年。NDLJP:11943646。
- 『一以貫之』（1973年 堺日日新聞社）
- 『暁闇をひらく : 地方自治と民主主義』一八会、1976年3月。NDLJP:11947064。
- 田中二郎と共著『みんなで考えよう地方自治』（1977年 ぎょうせい）
- 『命なりけり』（1978年10月 毎日新聞社）
- 『「大阪の時代」をつくる : 装いはみどり心は平和』ぎょうせい、1986年10月24日。ISBN 9784324006474。NDLJP:9775740。
- 『終末から考える PART1 神の国とサタンの国』（1987年11月 共栄書房）ISBN 9784763410016
- 『攝理 私の履歴書』（1999年11月 近代文藝社）ISBN 9784773365986